# 메트라이프 스타디움
메트라이프 스타디움(MetLife Stadium)는 미국 뉴저지주 이스트러더퍼드에 위치한 경기장으로 미식축구팀 뉴욕 자이언츠와 뉴욕 제츠의 홈 구장으로 사용하고 있으며 2020년부터는 XFL 소속 뉴욕 가디언즈의 홈 구장으로도 사용하고 있다. 과거 홈 경기장인 자이언츠 스타디움의 노후화로 인해 신축한 경기장으로서 수용 인원은 82,566명이며 2026년 FIFA 월드컵 결승전이 이 곳에서 열릴 예정이다.